# باشگاه فوتبال اتلتیکو کورینتیانس
کورینتیانس یک باشگاه فوتبال در برزیل است.
این باشگاه در ۲۵ ژانویه ۱۹۶۸ میلادی افتتاح شده است.